# Ptichodis flavistriaria
Ptichodis flavistriaria är en fjärilsart som beskrevs av Jacob Hübner 1825. Ptichodis flavistriaria ingår i släktet Ptichodis och familjen nattflyn. Inga underarter finns listade.